# Daniel von Bargen
Daniel von Bargen (5 de junio de 1950 - 1 de marzo de 2015) fue un actor de carácter estadounidense de cine, teatro y televisión. Era conocido por sus papeles como el Sr. Kruger en Seinfeld, el comandante Edwin Spangler en Malcolm in the Middle y el jefe Grady en Super Troopers.

## Primeros años
Von Bargen nació de Juanita J. (de soltera Bustle) y Donald L. von Bargen, y era de ascendencia alemana e inglesa. Nació en Cincinnati, donde creció durante la mayor parte de su infancia antes de mudarse con su familia al Sur de California. En 1968, von Bargen se graduó en Reading High School. Se graduó en la Universidad Purdue en Indiana.

## Carrera
En 1974, von Bargen hizo su debut televisivo en Feasting with Panthers, una obra sobre el encarcelamiento de Oscar Wilde en Reading Gaol, en la serie de antología Great Performances de PBS.
Los créditos cinematográficos de Von Bargen incluyen The Silence of the Lambs, London Betty, RoboCop 3, Basic Instinct, Broken Arrow, Truman, The Majestic, Philadelphia, O Brother, Where Art Thou?,  Mientras nieva sobre los cedros, Thinner, A Civil Action, The Kid, Super Troopers y Universal Soldier: The Return.
Von Bargen interpretó al hechicero maníaco Nix en Lord of Illusions de Clive Barker y al sheriff en The Postman. Interpretó a un terrorista en un episodio de la quinta temporada de The X-Files. Von Bargen había interpretado al Sr. Kruger, el jefe de George Costanza, en la novena temporada de Seinfeld, y también interpretó al antagonista recurrente, el comandante Edwin Spangler, en la comedia de FOX Malcolm in the Middle durante las tres primeras temporadas.
La carrera teatral de Von Bargen incluyó una larga residencia en Trinity Repertory Company en Providence, Rhode Islan, hizo su debut Off-Broadway en 1981 en Missing Persons. También apareció en el debut de Mastergate de Larry Gelbart y otras obras en el American Repertory Theatre de Cambridge, Massachusetts . Hizo su debut en Broadway cuando el espectáculo se trasladó a la ciudad de Nueva York. En 1990, ganó un premio Theatre World al Mejor Intérprete Revelación por su papel en Mastergate .  Sus últimos papeles cinematográficos fueron el de Maury en London Betty y el de George Burgess en Things That Hang from Trees.
En 1993, von Bargen narró el audiolibro íntegro Streets of Laredo.

## Vida personal
Von Bargen estaba casado con la actriz Margo Skinner, pero los dos estaban divorciados cuando ella murió el 11 de abril de 2005. Skinner murió mientras dormía de un ataque cardíaco en su apartamento de la ciudad de Nueva York.

## Problemas de salud y muerte
El 20 de febrero de 2012, von Bargen se pegó un tiro en la cabeza durante un aparente intento de suicidio. Después de que von Bargen hiciera una llamada telefónica a un operador del 911, se enviaron equipos de emergencia a su apartamento en Montgomery, Ohio. Von Bargen padecía diabetes y, en el momento de su intento de suicidio, vivía con una pierna amputada. Le iban a amputar varios dedos del pie restante y, según los informes, no quería someterse a otra cirugía.
Von Bargen murió el 1 de marzo de 2015 por causas no reveladas, después de haber experimentado complicaciones de la diabetes durante años, a la edad de 64 años. The Washington Post informó que su muerte "se produjo después de una larga enfermedad no especificada". Las cenizas de Von Bargen fueron entregadas a su familia.

## Filmografía

### Televisión
| Año       | Título                         | Papel                                                    | Notas                                          |
| --------- | ------------------------------ | -------------------------------------------------------- | ---------------------------------------------- |
| 1974      | Great Performances             | Wooldridge                                               | Episodio: "Feasting with Panthers"             |
| 1976      | Visions                        | Guardia                                                  | Episodio: "Life Among the Lowly"               |
| 1979      | The Scarlet Letter             | Marinero                                                 | Episodios desconocidos                         |
| 1983      | The Dean of Thin Air           | George Berkeley                                          | Película de televisión                         |
| 1985      | Right to Kill?                 | Detective Roberts                                        | Película de televisión                         |
| 1985      | American Playhouse             | Thomas                                                   | Episodio: "Three Sovereigns for Sarah: Part I" |
| 1985–1986 | Spenser, detective privado     | Al / Mr. Hurley                                          | 2 episodios                                    |
| 1990      | H.E.L.P.                       | Whitehall                                                | Episodio: "Are You There, Alpha Centauri?"     |
| 1991–2004 | Law & Order                    | Superintendente Cooper / Gomandante Billings / Lambrusco | 3 episodios                                    |
| 1992      | Citizen Cohn                   | Clyde Tolson                                             | Película de televisión                         |
| 1993      | The Last Hit                   | Nordlinger                                               | Película de televisión                         |
| 1993      | The Good Policeman             | Frederic LeComte                                         | Película de televisión                         |
| 1993      | With Hostile Intent            | Oficial Ted Campbell                                     | Película de televisión                         |
| 1993      | Scam                           | Albert Magliocco                                         | Película de televisión                         |
| 1993      | Guiding Light                  | Joe Morrison                                             | Episodios desconocidos                         |
| 1994      | One West Waikiki               | Captain Charlie Dalton                                   | Episode: "'Til Death Do Us Part"               |
| 1994      | The Gift of Love               | Mr. Brady                                                | Película de televisión                         |
| 1994–1995 | All My Children                | Lieutenant Cody                                          | Episodios desconocidos                         |
| 1995      | The Shamrock Conspiracy        | Sternhardt                                               | Película de televisión                         |
| 1995      | Truman                         | General Douglas MacArthur                                | Película de televisión                         |
| 1995–1997 | New York Undercover            | Green / Omega Bomber / Duane                             | 2 episodios                                    |
| 1996      | The Writing on the Wall        | Rockwell                                                 | Película de televisión                         |
| 1996      | NYPD Blue                      | Sargento Ray Kahlins                                     | 2 episodios                                    |
| 1997–1998 | Seinfeld                       | Mr. Kruger                                               | 4 episodios                                    |
| 1998      | The Pretender                  | Prentiss McClaren                                        | Episodio: "Collateral Damage"                  |
| 1998      | Significant Others             | David Lerner                                             | Episodio: "The Plan"                           |
| 1998      | The X-Files                    | Jacob Steven Haley                                       | Episodio: "The Pine Bluff Variant"             |
| 1998      | Arliss                         |                                                          | Episodio: "Whatever It Takes"                  |
| 1998      | Party of Five                  | Dr. Dick Grayson                                         | Episodio: "Love and War"                       |
| 1999      | Fantasy Island                 | Fiscal de distrito Flynn                                 | Episodio: "Innocent"                           |
| 1999      | The Practice                   | Detective Smiley                                         | Episodio: "Happily Ever After"                 |
| 2000      | City of Angels                 | Stewart Rafferty                                         | Episodio: "Unhand Me"                          |
| 2000      | Los años de tu vida            | Mr. Halloway                                             | Episodio: "The Time They Got E-Rotic"          |
| 2000      | The Fearing Mind               | P.F. O'Horgan                                            | Episode: "Good Harvest"                        |
| 2000      | El ala oeste de la Casa Blanca | Ken Shannon                                              | 2 episodios                                    |
| 2000–02   | Malcolm in the Middle          | Edwin Spangler                                           | 15 episodios (Temporadas 1–3)                  |
| 2001      | Ally McBeal                    | William Kopesky                                          | Episodio: "The Ex-Files"                       |
| 2001      | Judging Amy                    | Judge                                                    | Episodio: "Grounded"                           |
| 2003      | Sin rastro                     | Patrick Finn                                             | Episodio: "Trip Box"                           |

### Cine
| Año  | Título                          | Papel                                | Notas                        |
| ---- | ------------------------------- | ------------------------------------ | ---------------------------- |
| 1991 | The Silence of the Lambs        | Comunicador SWAT                     |                              |
| 1991 | Company Business                | Mike Flinn                           |                              |
| 1991 | Shadows and Fog                 | Vigilante del Hacker #4              |                              |
| 1992 | Complex World                   | Malcom                               |                              |
| 1992 | Basic Instinct                  | Teniente Nilsen                      |                              |
| 1993 | RoboCop 3                       | Moreno                               |                              |
| 1993 | Rising Sun                      | Jefe Olson / Interrogator            |                              |
| 1993 | The Saint of Fort Washington    | Capitán de barco                     |                              |
| 1993 | Seis grados de separación       | Detective                            |                              |
| 1993 | Philadelphia                    | Jury Foreman                         |                              |
| 1994 | I.Q.                            | Agente del Servicio Secreto          |                              |
| 1995 | Marea roja                      | Vladimir Radchenko                   |                              |
| 1995 | Lord of Illusions               | Nix                                  |                              |
| 1996 | Looking for Richard             | Ratcliffe                            | Documental                   |
| 1996 | Broken Arrow                    | General de la Fuerza Aérea Creely    |                              |
| 1996 | Antes y después                 | Jefe de policía Fran Conklin         |                              |
| 1996 | Thinner                         | Duncan Hopley                        |                              |
| 1997 | G.I. Jane                       | Secretary of the Navy Theodore Hayes |                              |
| 1997 | The Real Blonde                 | Devon                                |                              |
| 1997 | Trouble on the Corner           | Cecil                                |                              |
| 1997 | Amistad                         | Warden Pendleton                     |                              |
| 1997 | The Postman                     | Sheriff Briscoe                      |                              |
| 1998 | Desert Blue                     | Sheriff Jackson                      |                              |
| 1998 | I'm Losing You                  | Dr. Litvak                           |                              |
| 1998 | Inferno                         | General Craig Maxwell                |                              |
| 1998 | The Faculty                     | Mr. Tate                             |                              |
| 1998 | A Civil Action                  | Mr. Granger                          |                              |
| 1999 | La hija del general             | Police Chief Yardley                 |                              |
| 1999 | Universal Soldier: The Return   | General Radford                      |                              |
| 1999 | Mientras nieva sobre los cedros | Carl Heine Sr.                       |                              |
| 2000 | A Question of Faith             | Adrian                               |                              |
| 2000 | O Brother, Where Art Thou?      | Sheriff Cooley                       |                              |
| 2000 | Shaft                           | Teniente Kearney                     |                              |
| 2000 | The Kid                         | Sam Duritz                           |                              |
| 2001 | Super Troopers                  | Chief Bruce Grady                    |                              |
| 2001 | Trigger Happy                   | Harold                               |                              |
| 2001 | The Majestic                    | Agente federal Ellerby               |                              |
| 2002 | Coastlines                      | Sheriff Tate                         |                              |
| 2002 | S1m0ne                          | Detective jefe                       |                              |
| 2003 | Artworks                        | Howard Deardorf                      |                              |
| 2004 | Dead Horse                      | Stu Conklin                          |                              |
| 2005 | Drip                            | Daniel                               |                              |
| 2006 | Things That Hang from Trees     | George Burgess                       |                              |
| 2009 | London Betty                    | Maury                                | Último papel en una película |

### Teatro
| Año  | Título                         | Papel                    | Teatro                     |
| ---- | ------------------------------ | ------------------------ | -------------------------- |
| 1981 | Missing Persons                | Tucker                   |                            |
| 1986 | Good by C. P. Taylor           | John Halder              | Dallas Theater Three       |
| 1987 | Uncle Vanya                    | Vanya                    | Hasty Pudding Theater      |
| 1988 | Platonov                       | Pavel Petrovich Scherbuk |                            |
| 1988 | Life is a Dream                | King Basilio             |                            |
| 1988 | Nobody                         | Carl                     |                            |
| 1989 | Mastergate                     | Maj. Manley Battle       | American Repertory Theater |
| 1990 | Macbeth                        | Ross                     | Joseph Papp Public Theater |
| 1991 | Beggars in the House of Plenty | Pop                      |                            |
| 1992 | Angel of Death                 | Gunther Ludwig           | American Jewish Theater    |
| 1993 | The Treatment                  | Andrew                   | Joseph Papp Public Theater |
| 2003 | Secret Order                   | Robert Brock             | Laguna Playhouse           |
|      | 'Lástima que sea una puta      |                          |                            |
|      | The Changeling                 |                          |                            |